# Ніко Класен
Ніколас Пітер Класен (нід. Nicolaas Pieter „Nico“ Claesen, нар. 7 жовтня 1962) — бельгійський футболіст, що грав на позиції нападника. По завершенні ігрової кар'єри — тренер.
Виступав, зокрема, за «Штутгарт», «Тоттенгем Готспур» та «Антверпен», а також національну збірну Бельгії, у складі якої був учасником чемпіонату Європи та двох чемпіонатів світу.

## Клубна кар'єра
У дорослому футболі дебютував 1977 року виступами за команду «Патро Ейсден», в якій провів один сезон у другому бельгійському дивізіоні.
Згодом з 1978 по 1984 рік грав у складі команди «Серезьєн», з якою у 1982 році вийшов до вищого дивізіону. Там у сезоні 1983/84 років під керівництвом Жоржа Гейленса клуб фінішував п'ятим у підсумковому заліку, а Класен з 27 голами у 32 іграх став найкращим бомбардиром чемпіонату Бельгії, зацікавивши іноземні клуби.
Влітку 1984 року Класен приєднався до західнонімецького «Штутгарт». Він дебютував у Бундеслізі 25 серпня в гостьовому матчі проти «Айнтрахта» з Франкфурта (1:2). Через два тижні в матчі проти «Армінії» (7: 2) він зробив хет-трик. Всього у сезоні 1984/85 він забив 10 голів у чемпіонаті в 22 іграх, а також виступав за цей клуб на початку наступного сезону 1985/86, але у вересні повернувся до Бельгії, де грав рік за «Стандард» (Льєж).
У жовтні 1986 року за 600 тис. фунтів англійський Класен перейшов у «Тоттенгем Готспур». 11 жовтня 1986 року в поєдинку проти «Ліверпуля» на «Енфілді» Класен дебютував у Першому дивізіоні. Ніко склав вдалий дует з Клайвом Алленом і у першому сезоні клуб посів третє місце після «Евертона» та «Ліверпуля», а бельгієць забив 8 голів у 26 іграх. Крім того, того року «шпори» також зіграли у фіналі Кубка Англії, програвши 2:3 «Ковентрі Сіті» після додаткового часу. Після цього Клейсен залишився в Англії. Він зіграв ще один сезон за «Тоттенгем», але цього разу клуб фінішував в середині таблиці.
У серпні 1988 року тренер лондонців Террі Венейблз вирішив відмовитись від послуг гравця і клуб продав його за 550 тисяч фунтів стерлінгів у «Антверпен». Відіграв за команду з Антверпена наступні чотири сезони своєї ігрової кар'єри. Більшість часу, проведеного у складі «Антверпена», був основним гравцем атакувальної ланки команди. У 1992 році він допоміг клубу виграти Кубок Бельгії. У тому ж році він покинув «Антверпен» і сезон виступав за «Жерміналь-Екерен», після чого повернувся, але вже не зміг реалізувати свої бомбардирські якості, забивши всього 2 м'ячі в 31 матчі сезону 1993/94.
У жовтні 1994 року Класен перейшов у «Остенде», з яким завершив сезон на передостанньому місці і вилетів з вищого дивізіону. У другому дивізіоні Класен був одним з найкращих бомбардирів, забивши 22 голи у 33 іграх, а «Остенде» потрапив у плей-оф раунд за вихід до елітного дивізіону, але підвищитись у класі не зумів. Після цього Ніко перейшов до клубу третього дивізіону «Сінт-Ніклас», який повернувся до Другого дивізіону лише за один сезон.
Завершив ігрову кар'єру у команді «Берінген», за яку виступав протягом 1998—2000 років у четвертому за рівнем дивізіоні Бельгії.

## Виступи за збірну
12 жовтня 1983 року дебютував в офіційних іграх у складі національної збірної Бельгії у відбірковому матчі до чемпіонату Європи 1984 року проти збірної Шотландії (1:1). А вже наступного року поїхав з командою і на фінальну частину чемпіонату Європи 1984 року у Франції, де зіграв у всіх трьох іграх, але бельгійці не вийшли з групи.
Згодом у складі збірної був учасником чемпіонату світу 1986 року у Мексиці. Там у матчі групового етапу проти Іраку (2:1) Класен реалізував пенальті, який приніс його команді єдину перемогу у груповому турнірі, але цього виявилось достатнім аби вийти до 1/8 фіналу. Там Ніко забив вирішальний гол у додатковий час у ворота СРСР (4:3), завдяки чому його збірна продовжила шлях на турнірі. В чвертьфінал проти Іспанії (1:1) доля путівки в наступний раунд вирішувалась в серії пенальті і Класен реалізував перший пенальті, після чого бельгійці забили всі наступні удари і вийшли до півфіналу, де «червоні дияволи» не змогли здолати опір Аргентини (0:2) з Дієго Марадоною. В результаті Бельгія змагалася за бронзову медаль, але програла Франції (2:4), посівши підсумкове 4-те місце. У цьому матчі Класен забив свій третій гол на чемпіонаті світу.
Бельгії не вдалося вийти на чемпіонат Європи 1988 року, але Класен став другим найкращим бомбардиром кваліфікаційного раунду з 7 голами. Більше нього забив лише нідерландець Джон Босман (9 голів). Натомість Класен поїхав на наступний чемпіонату світу 1990 року в Італії. Там Ніко не був основним гравцем, вийшовши на поле лише одного разу на заміну в грі 1/8 фіналу проти Англії (0:1), в якій бельгійці пропустили в додатковий час і вилетіли з турніру, а ця гра стала останньою для Класена за збірну.
Загалом протягом кар'єри у національній команді, яка тривала 8 років, провів у її формі 36 матчів, забивши 12 голів.

## Кар'єра тренера
Після завершення ігрової кар'єри у 2000 році став помічником головного тренера «Тюрнгаута» Стефана Демоля, а наступного року увійшов до тренерського штабу свого рідного клубу «Патро Ейсден», в якому 2003 року став головним тренером. У цій команді пропрацював до 2008 року, з перервою на сезон 2004/05, коли він тренував «Тюрнгаут».
18 травня 2008 року Класен підписав трирічний контракт клубом «Ейпен», але вже 30 вересня 2008 року через низькі результати був звільнений, коли клуб набрав лише 4 очки у 7 турах та посідав останнє місце у другому дивізіоні Бельгії.
У 2010 році він був призначений новим головним тренером клубу «Льєж», але через кілька місяців був звільнений і звідти.
З 22 грудня 2015 року по 19 серпня 2016 року Класен знову очолював клуб «Патро Ейсден».

## Титули і досягнення
- Володар Кубка Бельгії (1):

«Антверпен»: 1991—1992